# Castell d'Azuchi

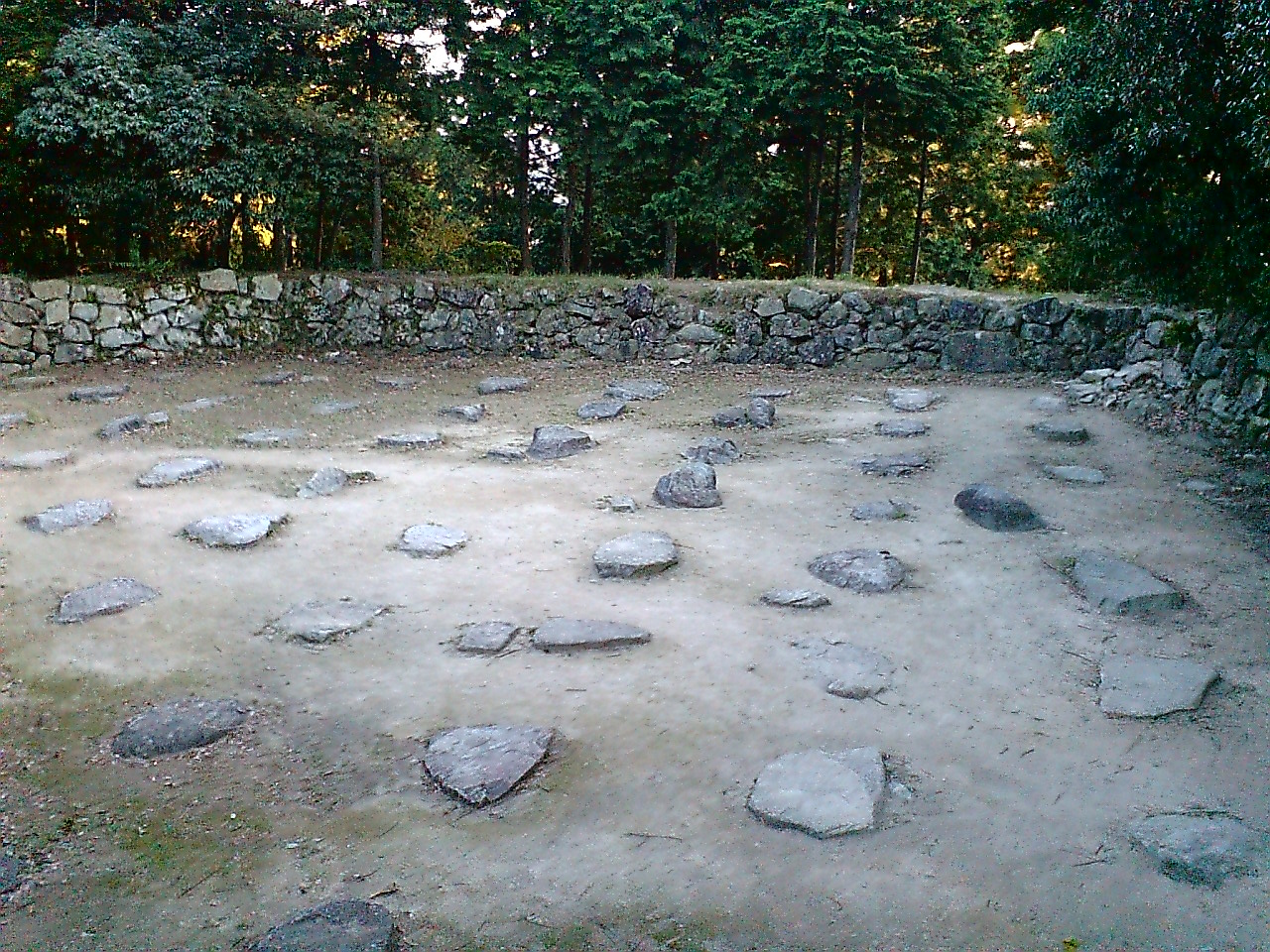
Ruïnes del castell principal

El castell Azuchi (安 土城, Azuchi-jō) va ser un dels castells principals d'Oda Nobunaga. Va ser construït entre 1576 i 1579 a la riba del llac Biwa a la província d'Omi. Nobunaga el va construir intencionalment prop de Kyoto, de tal manera que pogués vigilar els exèrcits que s'acostessin, però en estar fora de la ciutat, la seva fortalesa romandria immune als conflictes que ocasionalment consumien la capital. Aquesta ubicació també tenia l'avantatge de poder manejar les comunicacions i les rutes de transport dels principals adversaris: el clan Uesugi al nord, el clan Takeda a l'est i el clan Mori l'oest.
A diferència de castells i fortaleses construïts anteriorment, Azuchi no sols va ser concebut com una estructura militar freda i fosca, sinó que Nobunaga va idear una luxosa mansió, que impressionés i intimidés els seus rivals, no sols per les seves defenses, sinó també amb decoracions i habitacions plenes de luxe, en una ciutat florent amb una marcada vida religiosa. El Tenshukaku (castell principal), a més de representar el centre de defensa del castell, era una construcció de 7 pisos d'alçada, que contenia salons d'audiències, cambres privades, oficines i diversos tresors, com un castell reial. A més, el castell Azuchi era el primer a tenir un pis superior octagonal. El castell Azuchi, a diferència de la majoria dels altres que tenien murs pintats de blanc o negre, estava decorat amb tigres i dracs acolorits. Moltes de les pintures que van decorar el castell van ser realitzades per Kano Eitoku, seguint l'estil de l'escola Kano de pintura japonesa.